# پروژه استون‌هنج ریورساید
پروژهٔ استون‌هنج ریورساید (انگلیسی: Stonehenge Riverside Project) یک پژوهش
عمده با پشتیبانی مالی شورای پژوهش‌های هنر و علوم انسانی (AHRC) بود که تلاش داشت توسعهٔ استون‌هنج را در بریتانیای دوران نوسنگی و عصر برنز بررسی کند. این پروژه از سال ۲۰۰۳ تا سال ۲۰۰۹ ادامه یافت.

## یافته‌ها
این پروژه نتیجه گرفت که استون‌هنج برای متحد کردن مردم بریتانیا در عصر حجر ساخته شده‌است.
همچنین در جریان این بررسی‌ّای یک حلقهٔ سنگ جدید کشف شد که استون‌هنج کبود نام گرفت.
یافته‌های پروژه در کتاب «استون‌هنج: بررسی عظیم‌ترین راز عصر حجر» نوشتهٔ مایک پارکر پیرسون در سال ۲۰۱۲ منتشر شد.